# Oporinia impluviata
Oporinia impluviata là một loài bướm đêm trong họ Geometridae.